# Robert Caspary
Johann Xaver Robert Caspary, (Königsberg, 29 de enero de 1818-Distrito de Flatow, Prusia; 18  de septiembre de 1887) fue un explorador, botánico, pteridólogo, briólogo, micólogo, algólogo y paleontólogo alemán. 
Realizó sus estudios en el "Gymnasium Kneiphöfische de Königsberg" y estudió teología y filosofía en la Universidad de Königsberg. Se apasionó en el estudio de la historia natural, en particular con la entomología. Luego de obtener su diploma de teología, salió de Berlín a estudiar ciencias naturales especializándose en zoología. Siguió los cursos del influyente científico Georg A. Goldfuss en zoología, Friedrich Wilhelm August Argelander (1799-1875) en astronomía y Ludolph C. Treviranus en botánica. 
En 1845 obtuvo un puesto como maestro en Bonn. Fue preceptor de niños de un importante comerciante, viajó por nueve meses a Italia en 1847, que le permitió comenzar una importante colección de plantas y de animales. En 1848 se doctoró en Bonn y obtuvo su acreditación a largo tiempo. 
Como no encontraba un trabajo, viajó durante dos años y medio por Inglaterra donde fue devoto estudioso de las algas de agua dulce. Igualmente hizo varios viajes por Europa y asentándose durante varios meses en Pau, donde enseñó y constituyó una importante colección. En 1851 fue Privatdozent en Berlín. Colaboró con Alexander K. H. Braun, profesor titular, y que se casó con su hija. 
En 1856 obtuvo el cargo de director del Herbario y del Jardín botánico de Bonn. En 1859 obtuvo el púlpito de botánica en la Universidad de Königsberg. 
Trabajó primariamente en fanerógamas (en particular en plantas de agua dulce) y en la taxonomía (familias Nymphaeaceae y Lauraceae) y en morfología. También estudió el crecimiento vegetal y la importancia del tutor en ellas. 
- La abreviatura «Casp.» se emplea para indicar a Robert Caspary como autoridad en la descripción y clasificación científica de los vegetales.[1]